# Gottfried IV. (Anjou)
Gottfried IV. (* um 1073; † 19. Mai 1106), genannt Martel, war ein Erbgraf von Anjou. Er war der älteste Sohn des Grafen Fulko IV. des Zänkers und dessen zweiter Ehefrau, Ermengarde von Bourbon.
Gottfried beteiligte sich an Aufständen der Vasallen Anjous gegen seinen unpopulären Vater. Unterstützt wurde er dabei von dem mit ihm befreundeten Elias de La Flèche, dem Gottfried im Kampf gegen die Normannen um das Maine beistand. 1103 nahm er Angers ein und zwang seinen Vater dazu, ihn an der Regentschaft zu beteiligen. 1106 starb Gottfried bei der Belagerung der aufständischen Burg in Candé, nachdem er von einem Giftpfeil getroffen worden war.
Gottfried war verlobt mit der Erbin der Grafschaft Maine, Eremburge de La Flèche. Diese sollte später seinen Halbbruder Fulko den Jüngeren heiraten.